# Monument Nacional de la Cova de Timpanogos
El Monument Nacional de la Cova de Timpanogos (en anglés Timpanogos Cave National Monument) és un sistema de coves a la serralada Wasatch en l'estat d'Utah als Estats Units d'Amèrica. El sender a la cova està pavimentat en alguns punts.
Martin Hansen descobrí la cova de Hansen l'octubre de 1887, mentre seguia el rastre d'un puma prop del congost de l'American Fork. Desafortunadament es danyaren moltes formacions en aquesta cambra abans que no es creara el monument nacional.
Es va acreditar el descobriment de la cova de Timpanogos a en Vearl J. Manwill.